# Bismarckstraße (Bad Kissingen)

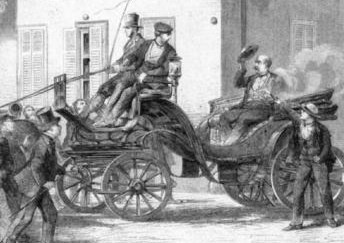
Das Attentat auf Reichskanzler Otto von Bismarck am 13. Juli 1874

Die Bismarckstraße befindet sich in Bad Kissingen, der Großen Kreisstadt des unterfränkischen Landkreises Bad Kissingen und beherbergt mehrere Baudenkmäler des Ortes.

## Geschichte
Die Straße, die ursprüngliche Saalestraße hieß, stellt die Saaletalstraße des rechten Flussufers der Fränkischen Saale dar. In ihrem südlichen Abschnitt entwickelte sich die Bismarckstraße zur Ausfallstraße nach Hammelburg. Durch eine gewisse Entfernung zur eigentlichen Stadtbesiedelung sowie die freie Lage über dem Flusslauf entwickelte sich die Straße seit der ersten Hälfte des 19. Jahrhunderts zu einer tragenden Achse des sich seit der Biedermeierzeit vergrößernden Kurviertels. Die großteils einseitige Bebauung der Bismarckstraße begann in ihrem nördlichen Abschnitt gegenüber der Altstadt auf der Höhe des Bad Kissinger Rosengartens zwischen Schweizerhaussteg und Ludwigsbrücke mit einer allmählichen Ansiedelung größerer Hotels wie dem Fürstenhof (Bismarckstraße 6).
Im südlichen Abschnitt der Bismarckstraße siedelten sich mit dem Westendhaus (Bismarckstraße 24) als Startpunkt in langsamen Tempo bis zum Ersten Weltkrieg, die Gunst der Lage am Hang nutzend, Kurvillen und Sanatorien an.
Im nördlichen Abschnitt der Bismarckstraße (Bismarckstraße 16) verübte der Böttchergeselle Eduard Kullmann ein Attentat auf Reichskanzler Otto von Bismarck aus Protest gegen dessen Kulturkampf. Am Ort des Attentats befindet sich eine von Bildhauer Michael Arnold im Jahr 1874 angefertigte Gedenktafel.
Als nach Bismarcks letztem Kuraufenthalt in Hausen (heute Ortsteil von Bad Kissingen) auf Grund von dessen angegriffenem Gesundheitszustand abzusehen war, dass kein weiterer Kuraufenthalt des ehemaligen Reichskanzlers folgen würde, beschloss der Magistrat der Stadt Bad Kissingen am 10. August 1893 eine Umbenennung der Saalestraße in Bismarckstraße. Wie die lokale Saale-Zeitung am 17. August 1893 berichtete, hatte Bürgermeister Theobald von Fuchs am Tag zuvor bei Bismarck vorgesprochen. Wie Fuchs betonte, verdiene gerade die Straße eine Benennung nach Bismarck, in der der Reichskanzler aus großer Gefahr gerettet worden sei. Bismarck zeigte sich hoch erfreut über die angedachte Ehrung und gab seine Einwilligung zur Umbenennung.
| Foto | Adresse                                                      | Anmerkung                                                                                              |
| ---- | ------------------------------------------------------------ | --- |
|      | Bismarckstraße 6                                             | Ehemaliges Hotel, zuerst Bellevue, dann de Bavière, zuletzt Fürstenhof                                 |
|      | Bismarckstraße 6 (Bismarckstraße 6, Marbachweg 4)            | Villa mit Einfriedung, 1884                                                                            |
|      | Bismarckstraße 16                                            | Gedenktafel an das Attentat auf Reichskanzler Fürst Bismarck am 13. Juli 1874 in Bad Kissingen         |
|      | Bismarckstraße 21                                            | Kiosk, 1911                                                                                            |
|      | Luitpoldpark (Adresse: Bismarckstraße 21, Im Luitpoldpark 1) | Parkanlage, 1871                                                                                       |
|      | Bismarckstraße 22                                            | Villa, 1885                                                                                            |
|      | Bismarckstraße 23                                            | Ehemaliges Bazar- und Restaurantgebäude, 1885                                                          |
|      | Westendhaus (Adresse: Bismarckstraße 24)                     | Villa, sogenanntes Westendhaus, um 1840                                                                |
|      | Bismarckstraße 36                                            | Ehemaliges Kurhotel (1886) mit Einfriedung (wohl um 1900) und Gartenhaus (um 1910)                     |
|      | Bismarckstraße 46                                            | Villa, 1904                                                                                            |
|      | Bismarckstraße 56                                            | Ehemals Kurvilla, 1912/13                                                                              |
|      | Bismarckstraße 68; 70                                        | Ehemalige Militärkuranstalt, dann Staatliches Versehrtenkrankenhaus (1912–13) mit Nebengebäuden (1912) |
|      | Nähe Bismarckstraße (im Luitpoldpark)                        | Ehemaliges Elektrizitätswerk bzw. elektrische Zentrale für das Luitpoldbad, 1898                       |